# Języki szina
Języki szina – zespół językowy w obrębie podgrupy dardyjskiej języków indoaryjskich (indyjskich).

## Klasyfikacja wewnętrzna

### Klasyfikacja Merritta Ruhlena
Języki indyjskie
- Języki północnoindyjskie
  - Języki dardyjskie
    - Języki środkowodardyjskie
    - Języki Czitralu
    - Języki kunar
    - Języki szina
      - Język dumaki (domaaki)
      - Język phalura (palula)
      - Język szina
      - Język kaszmirski

### Klasyfikacja Ethnologue
Języki indoaryjskie
- Języki indoaryjskie zewnętrzne
  - Języki indoaryjskie północno-zachodnie
    - Języki dardyjskie
      - Języki Czitralu
      - Języki kaszmirskie
      - Języki kohistańskie (środkowodardyjskie)
      - Języki paszai
      - Języki kunar
      - Języki szina
        - Język brokskat
        - Język kalkoti
        - Język kundal szahi
        - Język palula
        - Język sawi
        - Język szina
        - Język szina kohistański
        - Język uszodźo (uszodźi)